# 텔레문도 (뉴스 프로그램)
《텔레문도》(스페인어: Telemundo)는 우루과이의 텔레비전 채널 텔레도세에서 방송되는 뉴스 프로그램이다. 